# Армійський комісар 1-го рангу
Армі́йський коміса́р 1-го ра́нгу — найвище військове звання вищого військово-політичного керівництва збройних сил Радянського Союзу з 1935 до 1942. Вище за рангом ніж армійський комісар 2-го рангу. 
До 1940 року звання армійського комісара 1-го рангу дорівнювало військовому званню командарм першого рангу та флагману флоту 1-го рангу.
Військовому званню армійського комісара 1-го рангу також відповідало спеціальне звання комісара держбезпеки 1-го рангу.

## Історія

Щаденко Ю.О. у одностроі зі знаками розрізнення армійського комісара 1-го рангу

### Передумови появи
Після падіння Російської імперії в 1917 році, в російських республіканських військах вже вводиться інститут військових комісарів, які здійснювати політичний контроль за діями командирів військових формувань, до яких вони були надані. Посаду військового комісара було введено в армії і флоті Постановою Тимчасового уряду від 30 червня (13 липня) 1917 року № 132 . Після Жовтневого заколоту інститут військових комісарів був також узаконений в сформованій Робітничо-Селянській Червоній армії Положенням Наркомвоєна РРФСР «Про військових комісарів, членів Військових рад» від 24 березня (6 квітня) 1918 року. Комісари були повновладними представниками партії (більшовиків) в військових підрозділах до яких вони були приписані. У наступний період інститут військових комісарів в РСЧА двічі скасовували (1925 -1937 і 1940-1941), вводячи замість нього інститути помполітів і замполітів. Згідно з  посадою були комісари батальйону, полка, бригади, дивізії, армії, та інші.

### Поява персональних звань
У 1935 році з введенням персональних звань командного складу були введені також спеціальні звання для політробітників: «молодший політрук», «політрук» і «старший політрук», що відповідали загальним військовим званням «лейтенант», «старший лейтенант» і «капітан». Старші політробітники мали спеціальні звання із словом «комісар»: «батальйонний комісар» (майор), «полковий комісар» (полковник), «дивізійний комісар» (комдив) тощо (у дужках надані відповідні загальні військові звання). 

### Скасування окремих звань військово-політичного складу
В жовтні 1942 року посади військових комісарів в Червоній армії були остаточно скасовані, рішенням ДКО від 9 жовтня 1942 року в армії і на флоті була ліквідована система військових комісарів, і всім їм надаються командні звання. Причому звання надавалися на ступінь нижче. Так наприклад, якщо раніше молодший політрук дорівнював лейтенантові, то нове звання йому надавалося — молодший лейтенант. Різко було скорочено число політичних посад. Частина вчорашніх політруків і комісарів призначалися заступниками командирів по політчастині (від роти і вище), частина була переведена на командні посади. Якщо раніше політрук або комісар користувалися рівною з командиром владою в підрозділі, частині, то тепер вони стали заступниками командирів по політчастині (замполіти).

## Знаки розрізнення
Для звання армійський комісар 1-го рангу був введений знак розрізнення в чотири ромба та золота зірка вгорі в петлиці, як у командарма 1-го рангу, відрізняючись тільки окантовкою петлиць. Замість командирської золотистої оконтовки була чорна, як у решти політпрацівників, а також у молодшого комскладу і червоноармійців,
Військовослужбовці вищого політичного складу мали на обох рукавах вище за обшлаг або манжету однакові для всіх звань червоні суконні зірки діаметром 55 мм. Зірки по краю обшивалися червоною шовковою ниткою, а в центрі мали вишиті золотистою ниткою серп і молот.
Військові комісари, які проходили службу на флоті, носили форму військово-морських сил (РСЧФ). Знаки розрізнення розташовувалися на рукавах у вигляді смуг із золотої стрічки на рукаві, як і у вищого командного складу флоту. Відмінність була в тому, що просвіти між смугами були червоного кольору (у командного складу колір мундира), а так само в тому, що розташовувалася на рукаві зірка була червоною і облямована золотим шиттям (у командного складу повністю золота).
У армійського комісара 1-го рангу знаки розрізнення аналогічні флагману флоту 1-го рангу, п'ять смуг на рукаві (дві широких, вище яких три середніх).

## Список армійських комісарів 1-го рангу
- 20 листопада 1935 — Гамарник Ян Борисович (1894—1937), начальник Головного політичного управління РСЧА, застрелився в передчутті арешту
- жовтень 1937 — Смирнов Петро Олександрович (1897—1939), начальник Головного політичного управління РСЧА, репресований
- 8 лютого 1939 — Мехліс Лев Захарович (1889—1953), начальник Головного політичного управління РСЧА, в червні 1942 року знижений в званні до корпусного комісара
- 8 лютого 1939  — Щаденко Юхим Опанасович (1885-1951), начальник Управління по командному і начальницькому складу РСЧА, в грудні 1942 року переатестований в генерал-полковники
- 22 лютого 1941  — Запорожець Олександр Іванович (1899-1959), начальник Головного політичного управління РСЧА, в жовтні 1942 року знижений в званні до корпусного комісара.

| Молодше звання Армійський комісар 2-го рангу | ГПУ РСЧА СРСР Армійський комісар 1-го рангу | Старше звання - |